# 惠特菲爾德鎮區 (印地安納州傑斯帕縣)
惠特菲爾德鎮區（英語：Wheatfield Township）是位於美國印地安納州傑斯帕縣的一個行政鎮區。

## 地方資料
根據2010年美國人口普查的數據，惠特菲爾德鎮區的面積為112.60平方千米，當中陸地面積為112.30平方千米，而水域面積為0.30平方千米。當地共有人口4395人，而人口密度為每平方千米39.03人。